# Кармело Буонокоре
Кармело Буонокоре (на италиански: Carmelo Buonocore) е бивш италиански футболист, защитник. Кариерата на Буонокоре се свързва главно с престоя му в Амброзиана (Интер), където играе от 1936 г. до 1943 г. и спомага за спечелването на два италиански шампионата (1937-38, 1939-40) и една Копа Италия (1938-39).

## Отличия
- Шампион на Италия: 2

Интер: 1937-38, 1939-40
- Копа Италия: 1

Интер: 1938-39